# مقاطعة تشاتوغا (جورجيا)
مقاطعة تشاتوغا (بالإنجليزية: Chattooga County)‏ هي إحدى المقاطعات في ولاية جورجيا في الولايات المتحدة الأمريكية.